# Barycnemis claviventris
Barycnemis claviventris là một loài tò vò trong họ Ichneumonidae. Loài này được mô tả lần đầu vào năm 1829 bởi Gravenhorst.